# Robert Young (cónego)
Robert Young M.A. (falecido em 9 de agosto de 1716) foi um cónego de Windsor de 1673 a 1716.

## Carreira
Ele foi educado em Eton College e King's College, Cambridge.
Ele foi nomeado:
- Capelão do Príncipe Rupert
- Lower Master de Eton College para 1672
- Reitor de Eversden, Northamptonshire 1683
- Membro do Eton College 1693

Ele foi nomeado para a primeira bancada na Capela de São Jorge, no Castelo de Windsor, em 1673, e manteve a posição até 1716.